# Frontiers in Energy Research
Frontiers in Energy Research, abgekürzt Front. Energy Res., ist eine wissenschaftliche Open-Access-Zeitschrift aus der Frontiers Journal Series.